# 太原工程队旧址
太原工程队旧址，位于山西省太原市杏花岭区坝陵桥街道新开巷社区新开南巷27号。

## 保护
2011年12月31日，太原工程队旧址公布为第三批太原市文物保护单位。